# الشيخ جنيد
الشيخ جنيد (توفي 1460) (بالفارسية: شیخ جنید) هو شيخ صوفي ابن الشيخ إبراهيم ووالد الشيخ حيدر وجد مؤسس الدولة الصفوية الشاه إسماعيل الأول. وبعد وفاة والده تولى قيادة الطريقة الصفوية بين عامي 1447–1460.

## تاريخ
في عهد جنيد، تحولت الصفوية من طريقة صوفية منظمة حول قديس زاهد إلى حركة عسكرية نشطة تنتهج سياسة الغزو والهيمنة. وكان أول زعيم روحي صفوي يعتنق التعاليم الإسلامية الشيعية على وجه التحديد، ولا سيما تعاليم الغلاة الاثني عشرية. كان أتباعه ينظرون إلى جنيد على أنه تجسد إلهي.
اجتذب جنيد الكثير من التلاميذ خلال فترة وجوده في أردبيل لدرجة أنه في عام 1448 قاده جهان شاه (أمير القره قويونلو) إلى المنفى إلى الأناضول وسوريا. وأثناء وجوده هناك، انخرط في الأنشطة التبشيرية وجَمع أتباع من التركمان ثم ذهب إلى بلاط أوزون حسن في ديار بكر حيث تزوج خديجة خاتون أخت أوزون حسن بين 1456 و1459
تم منع جنيد من العودة إلى أردبيل، فعاش في شروان حيث توفي في مناوشات محلية بالقرب من نهر سامور فيما يعرف حاليًا بأذربيجان حيث دُفن. أدى هذا إلى بداية العداء بين الشروانشاه السني واتباع الطريقة الصفوية الشيعية غير التقليدية بشكل متزايد.
يقع ضريح الشيخ جنيد في قرية خزرا في أذربيجان. وخلف جنيد ابنه الشيخ حيدر الذي تزوج من ابنة خاله حليمة بيجوم ابنة أوزون حسن وثيودورا ديسبينا خاتون. وأصبح لديهم ثلاثة أبناء وثلاث بنات وكان أحدهم الشاه إسماعيل الأول والد الشاه طهماسب الأول.